# Rozenn
Rozenn est un prénom féminin, principalement fêté le 23 août.

## Étymologie
Rozenn vient du nom commun breton rozenn, désignant la rose. Il est apparenté au prénom français Rose.

## Personnes portant ce prénom
- Pour voir tous les articles concernant les personnes portant ce prénom, consulter les pages commençant par Rozenn.